# Chľaba
Chľaba (in ungherese Helemba, in tedesco Hellenbach) è un comune della Slovacchia facente parte del distretto di Nové Zámky, nella regione di Nitra.